# دانشگاه کرت
دانشگاه کرت (University of Crete) یک دانشگاه چند رشته‌ای و پژوهشی در یونان است. این دانشگاه ۱۶ برنامه کارشناسی و بیش از ۳۰ برنامه کارشناسی ارشد را ارائه می‌دهد. از سال ۲۰۱۷، جمعیت دانشجویی بالغ بر ۱۶۰۰۰ دانشجوی کارشناسی و ۲۵۰۰ دانشجوی تحصیلات تکمیلی در این دانشگاه ثبت نام کرده‌اند، بیش از ۵۰۰ عضو هیئت علمی و همچنین تقریباً ۴۲۰ کارمند اداری در دانشگاه مشغول به تدریس و کار هستند.

## تحقیقات
دانشگاه کرت در تحقیقات هنری و برنامه‌های تحصیلات تکمیلی در سطح ملی و بین‌المللی شناخته شده‌است. این دانشگاه به دلیل تحقیقات تأثیر گذار خود یکی از بهترین دانشگاه‌های یونان به حساب می‌آید: این دانشگاه در فهرست ۴۰۰ دانشگاه برتر جهان توسط لیست آموزش عالی تایمز و همچنین در بین ۱۰۰ دانشگاه برتر زیر ۵۰ سال توسط رتبه‌بندی دانشگاه‌های جهانی QS قرار دارد. در چندین موضوع تحقیق، دانشگاه کرت از نزدیک با F.O.R.T.H همکاری می‌کند. موزه تاریخ طبیعی کرت، که در سال ۱۹۸۱در هراکلیون تأسیس شد، همچنین بخشی از دانشگاه کرت است.

## رتبه‌بندی
در رتبه‌بندی دانشگاه‌های جهان QS در سال ۲۰۲۰ دانشگاه کرت در رده ۸۰۰–۷۵۱ دنیا و پنجم یونان قرار گرفته‌است. همچنین در رتبه‌بندی مؤسسه تایمز در سال ۲۰۲۰ این دانشگاه رتبه ۴۰۰–۳۵۱ را در بین دانشگاه‌های جهان از آن خود کرده‌است.

## دانشکده‌ها
این دانشگاه دارای شانزده گروه است که براساس رشته‌های مرتبط در پنج مدرسه قرار دارند. دو پردیس آن در نزدیکی دو شهر در سواحل شمالی یعنی گالوس در ریتیمنون و Voutes در هراکلیون قرار دارد.

| دانشکده‌ها                                  | گروه‌ها |
| دانشکده فلسفه                              | · گروه فلسفه · گروه تاریخ و باستان‌شناسی · گروه فلسفه و مطالعات اجتماعی                                                    |
| دانشکده علوم اجتماعی، علوم اقتصادی و سیاسی | · گروه جامعه‌شناسی · گروه اقتصاد · گروه علوم سیاسی · گروه روانشناسی                                                        |
| دانشکده آموزش                              | · گروه آموزش ابتدایی · گروه آموزش پیش دبستانی                                                                             |
| دانشکده علوم و مهندسی                      | · گروه ریاضیات و ریاضیات کاربردی · گروه فیزیک · گروه علوم کامپیوتر · گروه زیست‌شناسی · گروه شیمی · گروه علوم و فناوری مواد |
| دانشکده پزشکی                              | گروه پزشکی |